# Rudolf, vojvoda Recije
Rudolf (latinski Ruadolfus) bio je franački plemić iz Kuće Welfa te vojvoda Recije. Njegov je otac bio Rudolf od Ponthieua, zbog čega je Rudolf od Recije katkad zvan Rudolf II. kako bi ga se razlikovalo od oca. Rudolf od Recije vjerojatno je naslijedio svog bratića Konrada II. Mlađeg († 876.).
Godine 864., Konrad je opisan kao vojvoda, kao i 890. Zvan je na latinskom Raeticarum vel Jurensium partium dux, što znači da je bio i vladar Jure. Prema teoriji, Rudolf je bio i grof Thurgaua i Züricha.
Rudolf je podupirao Arnulfa Karantanskog, protiv kojeg se 890. pobunio Bernard, sin cara Karla Debelog. Bernarda je Rudolf ubio.
Rudolfov nasljednik bio je Burchard I., vojvoda Švapske.